# Сардинци
Сардинци, такође познати и као Сарди (итал. Sardi; сард. Sardos, Sardus; кат. Sards, Sardos), су аутохтони народи и етничка група италијанске аутономне регије Сардиније.

## Демографија
Са густином насељености од 69 km², нешто више од трећине националног просека, Сардинија је четврти најмање насељени регион у Италији. Расподела становништва је неуобичајена у поређењу са осталим италијанским регионима који се налазе на мору. Заправо, супротно општем тренду, урбано насеље се није одвијало првенствено дуж обале, већ према центру острва. Историјски разлози за то укључују поновљене Сараценске рације у средњем веку чинећи обалу небезбедним. Експанизијом приморског туризма, ситуације се мења и данас се сви велики градови у Сардинији налазе се близу обале, док је унутрашњост острва веома ретко насељена.
Сардинија је регија Италије са најнижим укупним стопом фертилитета (1.087 рођених по жени) и регион са другом најнижом стопом наталитета. Стопа фертилитета у Сардинији је заправо најнижа на свету. Ипак, становништво на Сардинији се повећало последњих година због масивне имиграције, углавном са италијанског копна, али и из источне Европе (посебно Румуније), Африке и Кине.
2013. године било је 42.159 страних држављана (оних који се нису пријавили за држављанство Италије)и они су чинили 2,5% укупног становништва.
Просечни животни век је нешто више од 82 године (85 жене и 79,7 мушкарци).
Сардинија је прва откривена демографска и географска област света где људи живе дуже од светског порека. Кључни фактори високе концентрације стогодишњака идентификовани су у генетици Сардинаца, начину живота односној њиховој исхрани и социјалној структури.

### Демографски показатељи
- Наталитет 8.3 (на 1.000 људи, 2005. године)[30]
- Фертилитет 1.7 (рођених по једном жени, 2005/ године)(births per woman – 2005) [31]
- Стопа смртности 8.7 (на 1.000 људи, 2005. године)[30]
- Смртност одојчади, мушки 4.6 (на 1.000 рођених, 2005. године)[32]
- Смртност одојчади, женски 3 (на 1.000 рођених, 2005. године)[32]
- Бракови 2.9 (на 1.000 становника, 2014. године)[33]
- Стопа суицида 11. 4 (на 100.000 људи)[34]
- Писменост 98.2%[35][36]
- Стопа писмености за лица старија од 65 година 99,5%[35][36]

## Географска распрострањеност
Већина Сардинаца је рођена на острву, али велики број људи се населио изван Сардиније. Процењено је да је између 1955. и 1971. године 308.000 Сардинаца емигрирало на италијанско копно. Значајне сардинске заједнице налазе се у Пијемонту, Лигурији, Ломбардији, Тоскани и Лацију. Сардинци и њихови потомци су такође бројни у Немачкој,Француској, Белгији и Швајцарској. У Северној Америци Сардинци су мигрирали на јужни део континента, нарочито у Аргентину (између 1900. и 1913. године око 12.000 Сардинаца живело је у Буенос Аиресу и околним насељима) и у Уругвају (у Монтевидеу 1870. године живело је 12.500 Сардинаца). Између 1876. и 1903. године 92% Сардинаца који су се кретали према Јужној Америци населили су се у Бразилу. Између 1876. и 1925. године 34.190 Сардинаца је мигрирало у Африку, а нарочито према француским колонијама Алжиру и Тунису. Мале заједнице са прецима са Сардиније, око 5000 људи, такође се налазе у Бразилу (углавном у градовима Бело Хоризонте, Рио де Жанеиро и Сао Пауло), а има их и у Великој Британији и Аустралији.
| Сардинциу Европи (2008) | Сардинциу Европи (2008) | Сардинциу Европи (2008) |
| ----------------------- | ----------------------- | ----------------------- |
| Немачка                 | 27,184                  |                         |
| Француска               | 23,110                  |                         |
| Белгија                 | 12,126                  |                         |
| Швајцарска              | 7,274                   |                         |
| Холандија               | 6,040                   |                         |
| Остале земље            | 17,763                  |                         |
| Укупно                  | 93,497                  |                         |

За разлику од остатка италијанске емиграције, у којој су мигранти били углавном мушкарци, између 1953. и 1974. године једнак број жена и мушкараца емигрирао је са Сардиније на италијанско копно.

## Култура

### Језик
Поред италијанског језика, који је први пут уведен на острву по закону у јулу 1760. године и постао је службени језик Пијемонтског краљевства, сардински језик је други најраспрострањенији на острву и њиме се служе аутохотни Сардинијанци. Међутим, због прилично крутог модела стандардизованог образовног система који обесхрабрује сардинску омладину да не учи и не говори свој језик, број људи који задржавају сардински језик као њихов матерњи постепено се смањује на овом острву. Као резултат тога, сардински језик се тренутно суочава са сличним изазовима као и други језици мањина широм Европе, а дијалекти овог језика дефинисани су као угрожени од стране Унеско-а. Сви остали језици на Сардинији, осим италијанског су угрожени.

### Застава
Такозвана застава Четири Мура је историјска и званична застава Сардиније. Застава је састављена од крста Светог Георгија и четири Мурове главе у белој бандани у свакој четвртини. Њено порекло се у основи не зна, али се претпоставља да је идеја за заставу настала у Арагону током битке у Алкоразу.

### Национални празник
Празник (Sa die de sa Sardigna) је празник који се прославља сваког 28. априла у знак обележавања побуне која се десила у периоду од 1794. до 1796. године, против феудалних повластица и извршења и протеривања династије Савоја из Сардиније 28. априла 1794. Побуна је подстакнута краљевим одбијањем да острву одобри аутономију коју су локални становници тражили. Празник је формално признат од стране Сардинског савета 14. септембра 1993. године. Неколико јавних догађаја се годишње одржавају у знак обележавања овог празника, док су школе затворене.

### Религија
Већина Сардиниаца су рикоматолици, међутим, присуство цркве је најмање у целој Италији (21,9%). [96] Госпа од Бонарије је заштитница Сардиније.

## Галерија
- Традиционална одећа и маске Сардинијаца
- Деца из Оводе
- Маска Утоса у насељу Фони
- Жена у традиционалној хаљини, Маракалагонис
- Жена из насеља Ололаи
- Традиционална одећа, Каљари
- Традиционалне хаљине, Бузаки
- Традиционалне хаљине, Олбија
- Традиционална одећа, Сенори
- Традиционалне хаљине, Ористано
- Дневна традиционална одећа, Доргали
- Народне хаљине, Кварту Сант'Елена
- Традиционална одећа, Селарџус
- Традиционална одећа, Асемини
- Дете из насеља Арицо
- Жена обучена у традиционалну сардинску одећу, (Селарџус)
- Традиционалне хаљине, Сетимо Сан Пјетро
- Традиционална ношња, Долијанова
- Традиционална ношња, Нурагус
- Витезови, Теулада
- Традиционална ношња, Лакони
- Народна ношња, Тонара
- Традиционална ношња, Фони
- Традиционална карневалска одећа Мамојада
- Витезови на прослави националног празника (Ористано).
- Људи у традиционалној одећи, (Бузаки)
- Традиционална одећа, Оргозоло
- Традиционална ношња, Флоринас
- Људи из Каљарија
- Сардинац са дететом у традиционалној ношњи, (Нуоро)
- Деца из Оводе у традиционалној ношњи
- Типична маска, за време сардинског карневала, (Мамојада)
- Још једна типична карневалда маска, (Мамојада)
- Маске Бое и Мердуле, (Отана)
- Маска Сартиглија карневала
- Сардинци у традиционалној одећи, (Оргозоло)
- Традиционална одећа, Ацара
- Традиционална одећа,Олијена
- Традиционална одећа,Оруне
- Мушкарац у традиционалном костиму, Аустис
- Традиционална одећа, Итири
- Традиционална одећа, Сасари
- Сардинац у традиционалној одећи свира интрумент Лаунедас
- Традиционална одећа, Косоине